# 이화 (드라마)
《이화》(梨花)는 1987년 6월 6일부터 10월 17일까지 방영된 KBS1 대하드라마이다. 조선 말기와 구한말을 다루었으며 그 당시 국내에서 활동한 미국인 선교사 윌리엄 아더노블의 영문 소설 《이화(利花)》를 원작으로 한 드라마이다. 우리 근대사를 재조명하고，그 시대 젊은이들을 통해 긍정적 가치관을 그리려는 기획의도가 돋보였음에도 4회까지의 내용이 등장인물의 잡다한 나열에 그쳐 산만했다는 지적이 있었다. 한편 KBS는 해당 작품에 앞서 《토지》를 내보낼 예정이었으나 원작자(박경리)가 충실한 사전제작을 건의하여 《이화》를 대타로 올렸고 이 때문에 《토지》는 《이화》 후속으로 변경됐다.

## 제작진
- 원작: 윌리엄 아더노블 (W·A 노블 명의)
- 극본: 김항명
- 연출: 김재형

## 출연진
- 김소연: 이화 역
- 주희: 현화 역
- 유동근: 김동식 역
- 정하완: 김승요 역
- 임혁: 김홍집 역
- 안문숙
- 임혁주
- 신구
- 이종만: 이노우에 가오루 역
- 이순재: 이덕유 역
- 윤미라
- 김세윤: 도승지 역
- 김종결: 민영규 역
- 태현실: 도승지 부인 역
- 남일우: 고종 역
- 김천만
- 이덕희: 이지수 역
- 이호재: 흥선대원군 역
- 김종구: 미우라 고로 역
- 박주아: 박 상궁 역
- 김교순: 명성황후 역
- 고희준
- 장기용: 손창열 역
- 이정웅: 오토리 게이스케 역
- 이계영: 고무라 역
- 안영주
- 이형준
- 김성원
- 유병준
- 이춘식
- 김성녀
- 이종남
- 김일우
- 정상철: 위안스카이 역
- 최정훈: 민영준 역
- 안대용: 어윤중 역
- 박용식: 김윤식 역
- 박충헌
- 이일웅: 상선 역
- 임병기
- 강태기
- 조정국
- 김병기
- 이필수
- 윤성옥
- 최정실
- 이한나: 순헌황귀비 역
- 권오균
- 윤덕용

| KBS 대하드라마                              | KBS 대하드라마                           | KBS 대하드라마                           |
| 이전 작품                                   | 작품명                                   | 다음 작품                                |
| ------------------------------------------- | ---------------------------------------- | ---------------------------------------- |
| 노다지 (1986년 10월 25일 ~ 1987년 5월 31일) | 이화 (1987년 6월 6일 ~ 1987년 10월 17일) | 토지 (1987년 10월 24일 ~ 1989년 8월 6일) |

1. ↑  정중헌 (1987년 6월 16일). “KBS대하극「이화(梨花)」 줄거리 흐름 잡아야”. 조선일보. 2020년 3월 23일에 확인함.
2. ↑  이용주 (1987년 9월 20일). “대하(大河)드라마「토지(土地)」앞당겨 방영 내달 17일부터 2년간‥‥4부작 사전(事前)제작 본래 계획 차질 빚어”. 조선일보. 2020년 3월 23일에 확인함.